# 夢見る頃を過ぎても (映画)
『夢見る頃を過ぎても』（原題：Unconditional Love）は、2002年に公開されたアメリカ映画。P・J・ホーガン監督。日本では劇場未公開。

## キャスト
※括弧内は日本語吹替
- グレース・ビースリー - キャシー・ベイツ（野沢由香里）
- ダーク・シンプソン - ルパート・エヴェレット（咲野俊介）
- モーディ - メレディス・イートン（朴璐美）
- 窓ふき - ピーター・サースガード
- ノラ・フォックス - リン・レッドグレイヴ
- ハリエット・フォックス＝スミス - ステファニー・ビーチャム
- バリー・ムーア - リチャード・ブライアーズ
- マックス・ビースリー - ダン・エイクロイド（土師孝也）
- ヴィクター・フォックス - ジョナサン・プライス（赤城進）
- 本人役 - バリー・マニロウ（高瀬右光）
- 本人役 - ジュリー・アンドリュース（弘中くみ子）